# 秦州 (江蘇省)
秦州（しんしゅう）は、中国にかつて存在した州。

## 歴史
550年8月（大宝元年7月）、侯景により南兗州から秦郡が分割されて西兗州が設置された。州治は秦県に置かれた。552年（太清6年）、南朝梁により西兗州は秦州と改称された。
555年（南朝梁の紹泰元年・北斉の天保6年）、秦州は北斉に占領され、秦郡から瓦梁郡が分割された。以降、秦州はこの2郡を管轄することとなった。
573年（北斉の武平4年・南朝陳の太建5年）、秦州を占領して南朝陳は秦州を廃止され、瓦梁郡を秦郡に編入して南譙州の管轄とした。